# Gaschney
Le Gaschney est une station de sports d'hiver, d'été et de détente située dans le massif des Vosges, dans le Grand Est. 

## Géographie
Le Gaschney est situé à 1 011 mètres d'altitude sur un col entre les sommets du Petit Hohneck et du Gaschneykopf. Il est accessible par une route bien aménagée depuis la localité de Muhlbach-sur-Munster. Une montée raide d'environ 1,5 heure mène au Hohneck.

## Activités
La station de ski du Gaschney est composée de trois téléskis, dont deux menant au Petit Hohneck : le Téléski du Petit Hohneck (990m-1290m) et le Téléski du Hinterschallern (980m-1290m). Le téléski de l'école est quant à lui réservé aux débutants. 
La station permet la pratique du ski alpin avec 7 pistes (5 rouges, 1 bleue et 1 verte) ainsi qu'une piste de luge.
De plus, en dehors de la période des sports d'hiver, il existe un vaste réseau de sentiers de randonnée.

## Galerie

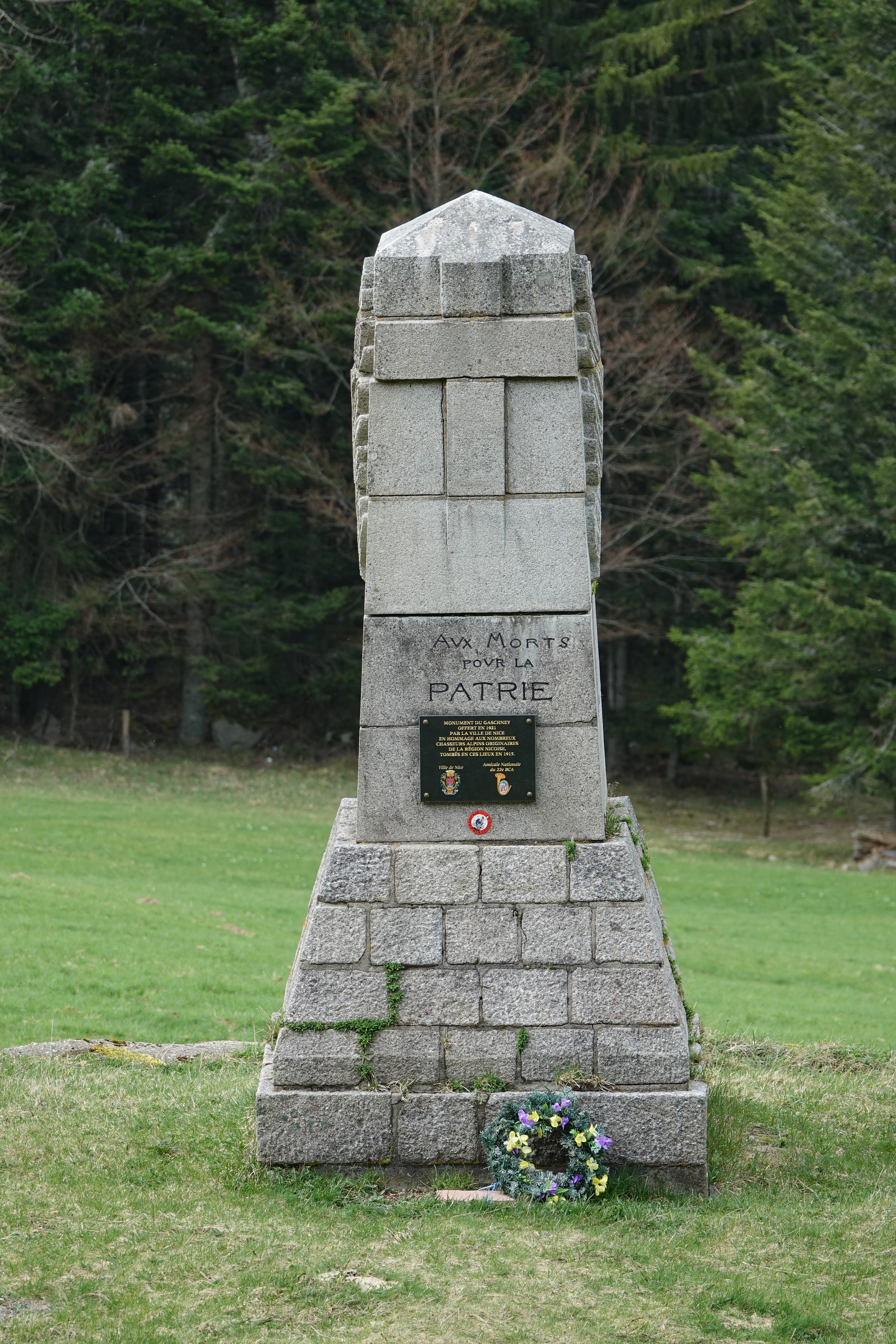
Monument aux morts pour la patrie.